# Майкл Редд
Майкл Веслі Редд (англ. Michael Wesley Redd, нар. 24 серпня 1979, Колумбус, Огайо, США) — американський професіональний баскетболіст, що грав на позиції атакувального захисника за декілька команд НБА. Гравець національної збірної США. Олімпійський чемпіон 2008 року.

## Ігрова кар'єра
На університетському рівні грав за команду Огайо Стейт (1997—2000). На другому курсі допоміг команді дійти до Фіналу чотирьох турніру NCAA.
2000 року був обраний у другому раунді драфту НБА під загальним 43-м номером командою «Мілвокі Бакс». Професійну кар'єру розпочав 2000 року виступами за тих же «Мілвокі Бакс», захищав кольори команди з Мілвокі протягом наступних 11 сезонів. 20 лютого 2002 року в матчі проти «Х'юстона» встановив рекорд НБА, забивши вісім триочкових кидків у матчі.
2004 року взяв участь у матчі всіх зірок НБА. Проте найуспішнішим його сезоном став 2006—2007, коли він в середньому набирав 26,7 очок за матч.
Другою і останньою ж командою в кар'єрі гравця стала «Фінікс Санз», до складу якої він приєднався 2011 року і за яку відіграв один сезон.

## Статистика виступів в НБА

### Регулярний сезон
| Сезон              | Команда            | GP  | GS  | MPG  | FG%  | 3P%  | FT%   | RPG | APG | SPG | BPG | PPG  |
| ------------------ | ------------------ | --- | --- | ---- | ---- | ---- | ----- | --- | --- | --- | --- | ---- |
| 2000–01            | «Мілвокі Бакс»     | 6   | 0   | 5.8  | .263 | .000 | .500  | .7  | .2  | .2  | .0  | 2.2  |
| 2001–02            | «Мілвокі Бакс»     | 67  | 8   | 21.1 | .483 | .444 | .791  | 3.3 | 1.4 | .6  | .1  | 11.4 |
| 2002–03            | «Мілвокі Бакс»     | 82  | 14  | 28.2 | .469 | .438 | .805  | 4.5 | 1.4 | 1.2 | .2  | 15.1 |
| 2003–04            | «Мілвокі Бакс»     | 82  | 82  | 36.8 | .440 | .350 | .868  | 5.0 | 2.3 | 1.0 | .1  | 21.7 |
| 2004–05            | «Мілвокі Бакс»     | 75  | 75  | 38.0 | .441 | .355 | .854  | 4.2 | 2.3 | .8  | .1  | 23.0 |
| 2005–06            | «Мілвокі Бакс»     | 80  | 80  | 39.1 | .450 | .395 | .877  | 4.3 | 2.9 | 1.2 | .1  | 25.4 |
| 2006–07            | «Мілвокі Бакс»     | 53  | 53  | 38.4 | .465 | .382 | .829  | 3.7 | 2.3 | 1.2 | .2  | 26.7 |
| 2007–08            | «Мілвокі Бакс»     | 72  | 71  | 37.5 | .442 | .362 | .820  | 4.3 | 3.4 | .9  | .2  | 22.7 |
| 2008–09            | «Мілвокі Бакс»     | 33  | 32  | 36.5 | .455 | .366 | .814  | 3.2 | 2.7 | 1.1 | .1  | 21.2 |
| 2009–10            | «Мілвокі Бакс»     | 18  | 12  | 27.3 | .352 | .300 | .712  | 3.0 | 2.2 | 1.1 | .1  | 11.9 |
| 2010–11            | «Мілвокі Бакс»     | 10  | 0   | 13.4 | .400 | .235 | 1.000 | .8  | 1.2 | .2  | .1  | 4.4  |
| 2011–12            | «Фінікс Санз»      | 51  | 2   | 15.1 | .400 | .318 | .793  | 1.5 | .6  | .3  | .0  | 8.2  |
| Усього за кар'єру  | Усього за кар'єру  | 629 | 429 | 32.0 | .447 | .380 | .838  | 3.8 | 2.1 | .9  | .1  | 19.0 |
| В іграх усіх зірок | В іграх усіх зірок | 1   | 0   | 15.0 | .417 | .500 | .000  | 3.0 | 2.0 | 3.0 | .0  | 13.0 |

### Плей-оф
| Сезон             | Команда           | GP | GS | MPG  | FG%  | 3P%  | FT%  | RPG | APG | SPG | BPG | PPG  |
| ----------------- | ----------------- | -- | -- | ---- | ---- | ---- | ---- | --- | --- | --- | --- | ---- |
| 2003              | «Мілвокі Бакс»    | 6  | 0  | 21.3 | .404 | .250 | .929 | 3.5 | 1.8 | .3  | .2  | 9.7  |
| 2004              | «Мілвокі Бакс»    | 5  | 5  | 38.4 | .410 | .300 | .762 | 5.0 | 2.6 | .0  | .0  | 18.0 |
| 2006              | «Мілвокі Бакс»    | 5  | 5  | 37.0 | .524 | .467 | .891 | 5.4 | 1.6 | .8  | .0  | 27.2 |
| Усього за кар'єру | Усього за кар'єру | 16 | 10 | 31.6 | .452 | .340 | .864 | 4.6 | 2.0 | .4  | .1  | 17.8 |